# Malaysian Masters
Malaysian Masters — пригласительный снукерный турнир, проходивший в 80-х годах в Малайзии.
Этот турнир был организован при непосредственном участии Бэрри Хирна. Спонсором выступила компания Camus. Malaysian Masters стал одним из первых крупных снукерных турниров на Дальнем Востоке, и, как в других подобных соревнованиях, в нём принимали участие и местные игроки. Первый розыгрыш прошёл в формате группового турнира, а победителем стал экс-чемпион мира Терри Гриффитс. В следующий раз турнир, уже в формате матчей на выбывание, был проведён через сезон, и чемпионом стал Джимми Уайт.

## Победители
| Чемпион        | Финалист      | Счёт | Сезон   | Место проведения |
| -------------- | ------------- | ---- | ------- | ---------------- |
| Терри Гриффитс | Тони Мео      | —    | 1984/85 | Куала-Лумпур     |
| Джимми Уайт    | Деннис Тейлор | 2:1  | 1986/87 | Куала-Лумпур     |